# Церква Святої Анни (Мельники)
Церква Святої і Праведної Анни — православний храм у селі Мельники Шацького району на Волині. Настоятель храму — священник УПЦ МП Василь Хомич.

## З історії побудови храму
Церкви у селі Мельники раніше не було, немає ніяких спогадів про старі храми. Мельники було приписним селом до смт. Шацьк, і прихожани ходили в Різдво-Богородичну церкву. Неодноразово йшла мова про будівництво свого храму у селі, і ось такий час настав. З Божою допомогою, 7 серпня 1997 року, на свято праведної Анни, відбулось освячення місця під будівництво храму, тоді ж була закладена пам'ятна капсула. Освячення звершив єп. Симеон, а напередодні, 10 липня 1997 року, був призначений настоятелем храму протоієрей Петро Границький.
Отець Петро розпочинав будівництво храму «з нуля», маючи в церковній касі лише 70 грн. На той час, богослужіння проводились у тимчасовому храмі, який знаходився у старій школі. Під мудрим керівництвом і стараннями прихожан церква виростала з кожним днем. В основному будувалась за кошти прихожан, які жертвували на храм, але хочеться і відмітити людей, які внесли вагомий внесок у розвиток церкви, це — Карпук Віктор Наумович, директор пансіонату « Лісова пісня»; а також Борсук Марія Давидівна. У 2004 році на престольне свято відбулась перша літургія у новозбудованому храмі. А через рік церква вже була розписана всередині і поставлено іконостас, який був пожертвуваний з Різдво-Богородичної церкви смт Шацьк.
29 жовтня 2005 року новозбудований храм Святої Анни було освячено єпископом Симеоном. А у 2008 році на свято прав. Анни (7 серпня) відвідав парафію преосвященніший владика Володимир-Волинський і Ковельський Никодим.
У 2020 році настоятеля храму - прот. Петро Границького звинуватили у вбивстві 53-літнього чоловіка. 